# Église Saint-Maurice de Zwickau
L'Église Saint-Maurice de Zwickau est une église protestante située dans la ville de Zwickau dans l'est de l'Allemagne.

## Historique
La construction dans un style historiciste, d'inspiration néoroman et néogothique a commencée en 1881 et s'est achevée en 1893 .
L'église a été rénovée en 2012 .

## Dimensions
Les dimensions de l'édifice sont les suivantes, :
- Hauteur intérieure : 20 m
- Longueur : 51 m
- Hauteur de la tour : 71 m
- Largeur : 27 m.